# Mark (Botanik)

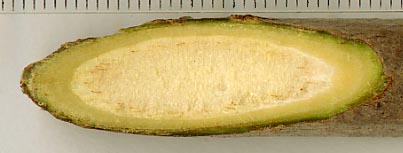
Mark im Holunderzweig

Mark bezeichnet in der Botanik das weiche Zellgewebe im innersten Bereich pflanzlicher Sprossachsen, also in stängelförmigen Thallusgebilden, im Stängel bzw. Baumstamm und in der Wurzel der höheren Gewächse.
Durch die ringförmig angeordneten Leitbündel wird ein Spross in seiner Sprossachse (genannt Stängel bei krautigen Pflanzen, bei Gehölzen als Stamm bekannt) in zwei Zonen zerlegt:
- die Rindenzone und
- die Markzone.

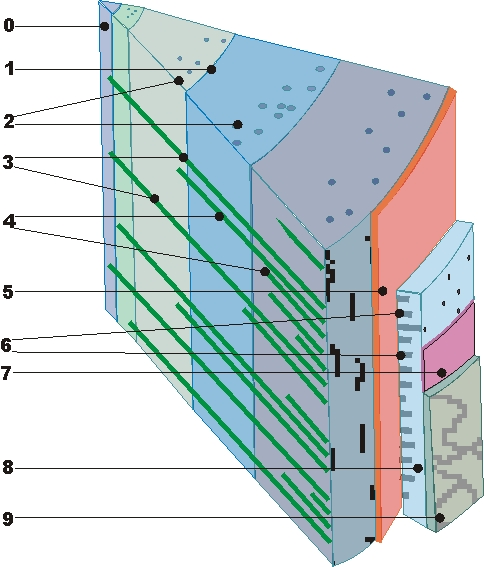
Mark im Innersten (0) und die Markstrahlen (grün)

Das Mark ist dabei zentral gelegen und wird stets durch ausgeprägt parenchymatische Zellenform charakterisiert und besteht gewöhnlich aus den weitesten Zellen des Stängels. Die zwischen den Leitbündeln gelegenen, Mark und Rinde verbindenden Streifen des Grundgewebes werden auch Markstrahlen genannt.
In den Stängeln vieler krautiger Pflanzen und einiger verholzender Pflanzen (beispielsweise des Holunders) sind die Zellmembranen dieses Gewebes schwach verdickt, der Inhalt ist oft aus den Zellen verschwunden und durch Luft ersetzt, die Zelle selbst abgestorben. Bisweilen sind weite, lufthaltige Gänge zwischen den Zellen vorhanden, was auch der Grund der charakteristischen Leichtigkeit, Weichheit und weißen Farbe solchen Markes darstellt.
In manchen Stängeln krautiger Pflanzen sterben die Markzellen sogar in der ersten Lebensperiode ab, bevor der Stängel sein Wachstum beendet hat. Sie werden auseinandergerissen und verschwinden und der Stängel ist dann im erwachsenen Zustand hohl (Markhöhle der Gräser). Bei den Hölzern ist das Mark meistens dauerhaft. Nirgends nimmt das Mark bei höherem Alter an Umfang zu. In älteren Baumstämmen vergeht es meist mit den innersten Partien des Holzes, womit das Hohlwerden des Stammes beginnt.